# Cyligramma bisignata
Cyligramma bisignata är en fjärilsart som beskrevs av Walker 1857. Cyligramma bisignata ingår i släktet Cyligramma och familjen nattflyn. Inga underarter finns listade i Catalogue of Life.